# バービーと魔法のバレエシューズ
『バービーと魔法のバレエシューズ』（バービーとまほうのバレエシューズ、原題：Barbie in The Pink Shoes）は、アメリカ合衆国のCGアニメーション・スタジオであるテクニカラー・アニメーションが制作されたバービーシリーズのコンピュータアニメーション長編ファンタジー映画作品（オリジナルビデオ）。2013年2月26日にユニバーサル・ピクチャーズ・ホームエンターテイメントから映像ソフトが発売されている。
日本では2015年8月15日・8月21日にカートゥーン ネットワークで日本語吹き替え版が放送された。『バービーのフェアリー・プリンセス』と『バービーと伝説の馬』に次く2015年の3作目となる日本初放送。

## 声の出演
| 役名                         | 俳優                       | 日本語吹替 |
| ---------------------------- | -------------------------- | ---------- |
| クリスティン                 | ケリー・シェリダン         | 坂本真綾   |
| ヘイリー                     | ケイティ・クラウン         | 優希       |
| ナターシャ／雪の女王         | タバサ・セント・ジェルマン | 田中敦子   |
| マダム・カテリーナ           | ローリー・トリオーロ       | 入江純     |
| ディロン／ジークフリート王子 | ブレット・ダイアー         | 梅原裕一郎 |
| タラ／オディール             | アリ・リーベルト           | ミルノ純   |